# Marielle Heller
Marielle Stiles Heller (comtat de Marin, Califòrnia, 1 d'octubre de 1979) és una actriu, directora i guionista estatunidenca .

## Biografia
Marielle Heller va néixer a Marin, Califòrnia, filla de Steve Heller, quiropràctic, Annie, artista i professora d'art. Va créixer a la propera Alameda juntament amb el seu germà i germana, Nate i Emily. Heller va començar com a actriu, quan era nena, formava part del Teatre Musical Infantil Alameda, on va participar en quatre obres cada any, incloent-hi els papers de Rabbit a Winnie the Pooh, Templeton the rat a Charlotte's Web, i Polly a El nebot del mag. Amb el temps, es va graduar en el teatre de la comunitat, a més de actuar en produccions a Saint Joseph Notre Dame, on va fer el batxillerat. Es va graduar el 1997. Va estudiar teatre a la UCLA i després a la Royal Academy of Dramatic Art de Londres. A més, va ser honrada amb una Beca Lynn Auerbach Screenwriting i una Beca de The Maryland Film Festival.
Després de tornar als Estats Units, va treballar com a actriu al Magic Theatre, al American Conservatory Theatre, al Berkeley Repertory Theater i a la Jolla Playhouse. Va estar en l'estrena mundial de Continental Divide de David Edgar, dirigida per Tony Taccone. També va actuar en els programes Spin City i Single Dads
The Diary of a Teenage Girl va ser el debut cinematogràfic de Heller, que va escriure i va dirigir. És basat en la novel·la gràfica del 2002 titulada The Diary of Teenage Girl: An Account in Words and Pictures de Phoebe Gloeckner, que va rebre com a regal de Nadal de la seva germana el 2006. La protagonista de la història, Minnie, és una noia de 15 anys que viu en l'Àrea de la Badia del San Francisco el 1976 i que comença un idil·li amb el xicot de 35 anys de la seva mare, Monroe. Heller va agafar el personatge de Minnie, una jove segura en la seva sexualitat i, veient la manca de pel·lícules que representin joves així, es va posar a adaptar la novel·la gràfica. Amb la benedicció de Gloeckner, va treballar text per convertir-lo en un guió cinematogràfic. Va ser premiat al Festival de cinema de Sundance el 24 de gener de 2015, i més tard tenia una distribució limitada l'agost de 2015.

## Filmografia

### Actriu
- 2001: White Power (curt)
- 2002: Spin City (sèrie de televisió): Carrie
- 2004:  The Liberation of Everyday Life (curt): Flora
- 2005: Awesometown (curt): la cambrera
- 2008: The All-For-Nots (sèrie de televisió): Heather
- 2009: Single Dads (sèrie de televisió): Jill
- 2010: MacGruber : Clocky
- 2014:  Passeig entre les tombes: Marie Gotteskind
- 2013: Paper Anchor: Caroline
- 2015: Made in Hollywood (sèrie de televisió): ella mateixa
- 2015: Días de cine (sèrie de televisió): ella mateixa
- 2015: The IMDb Studio (Sèrie TV): ella mateixa
- 2016: Qüestions and Answers: Diary of a Teenage Girl (curtmetratge documental): ella mateixa
- 2020: The Queen's Gambit (minisèrie de televisió): Alma Wheatley

### Directora
- 2015: The Diary of a Teenage Girl
- 2015: Transparent (sèrie de televisió) (1 episodi)
- 2016: Casual
- 2018: Can You Ever Forgive Me?
- 2019: Un amic extraordinari
- 2024: Nightbitch